# Oberdorf (Gemeinde Tragöß-Sankt Katharein)
Oberdorf ist eine Ortschaft und als Oberdorf-Niederdorf eine Katastralgemeinde der Gemeinde Tragöß-Sankt Katharein im Bezirk Bruck-Mürzzuschlag in Steiermark.
Oberdorf liegt im Tal der Laming. Neben Oberdorf zählt auch die Rotte Niederdorf sowie einige Einzellagen zur Ortschaft.

## Siedlungsentwicklung
Zum Jahreswechsel 1979/1980 befanden sich in der Katastralgemeinde Oberdorf-Niederdorf insgesamt 87 Bauflächen mit 39.036 m² und 47 Gärten auf 32.381 m², 1989/1990 gab es 79 Bauflächen. 1999/2000 war die Zahl der Bauflächen auf 294 angewachsen und 2009/2010 bestanden 128 Gebäude auf 312 Bauflächen.

## Bodennutzung
Die Katastralgemeinde ist land- und forstwirtschaftlich geprägt. 130 Hektar wurden zum Jahreswechsel 1979/1980 landwirtschaftlich genutzt und 475 Hektar waren forstwirtschaftlich geführte Waldflächen. 1999/2000 wurde auf 79 Hektar Landwirtschaft betrieben und 505 Hektar waren als forstwirtschaftlich genutzte Flächen ausgewiesen. Ende 2018 waren 64 Hektar als landwirtschaftliche Flächen genutzt und Forstwirtschaft wurde auf 516 Hektar betrieben. Die durchschnittliche Bodenklimazahl von Oberdorf-Niederdorf beträgt 21,2 (Stand 2010).